# Düsseldorf Hauptbahnhof
Düsseldorf Hauptbahnhof är Düsseldorfs centralstation. Stationen är stadens mest trafikerade och största knutpunkt. Cirka 250 000 personer reser dagligen från stationen. Det är den järnvägsstation som ligger på delad sjätte plats i Tyskland efter antal resande. Bara Hamburg, Frankfurt am Main, München, Berlin och Köln har något fler och Hannover har lika många.
Stationen har 16 spår. Under stationen finns en station för stadsbanan med 4 spår.